# Звернення до сили
Зве́рнення до си́ли, або аргуме́нт си́ли (лат. Argumentum ad baculum, дослівно: аргумент палиці) — це логічна хиба, що виникає, коли особа загрожує використанням сили, щоб примусити опонента погодитись із висновком. Здебільшого використовується у випадках, коли або немає доказів, або раціональна аргументація невірна або відсутня. 
Яскравим прикладом використання цієї хиби є відома приказка «як сила є, то й розуму не треба». Багато прикладів можна бачити щоденно на політичній арені, коли під час парламентських дебатів використовується залякування опонентів. У більш загальному сенсі звернення до наслідків, наприклад, лобіст, чинячи тиск на депутата парламенту, нагадує тому про щедрі пожертвування на передвиборчу кампанію, котрі той втратить, якщо не підтримає деяку законодавчу ініціативу. 
Шокувальним прикладом використання аргументу сили у міжнародній політиці може слугувати наступний епізод із зустрічі союзників в Ялті незадовго до кінця Другої Світової Війни. Коли Вінстон Черчилль повідомив про те, що Папа Римський пропонує прийняти певне рішення по одному із питань післявоєнного облаштування Європи, Йосиф Сталін висловив свою незгоду запитанням «і скільки ж боєздатних дивізій є у розпорядженні Папи Римського?».
Деякі послідовники прагматизму не тільки дотримуються думки, що аргумент сили не є хибою, але також вважають, що багато наших переконань базуються саме на цьому «доказі». 
Звернення до сили є частковим випадком звернення до наслідків (лат. Argumentum ad consequentiam).